# Млодецкий, Ипполит Осипович
Ипполит Осипович (Иосифович) Млодецкий (1855, Слуцк — 22 февраля 1880, Санкт-Петербург) — слуцкий мещанин, письмоводитель, террорист-одиночка.

## Биография
Родился в семье мелкого торговца. Крещёный еврей. Учился в Слуцкой гимназии, но был исключён. Зарабатывал домашним учительством, служил письмоводителем.
Проживал в Минске, в Вильно, где в августе 1879 года крестился. Виленский генерал-губернатор сообщал в Санкт-Петербург: «Ипполит Млодецкий приготовлялся в виленском духовном братстве к восприятию святого крещения, крещён и вскоре отправился в Петербург… Затем через полгода Млодецкий явился к секретарю братства, будто бы проездом в Слуцк по случаю смерти отца, в крайней бедности, что видно было по его платью. Из сумм братства выдано ему пособие 10 рублей».
Уехал в Петербург, но в январе 1880 года был выслан в Слуцк, как не имеющий права на проживание в столицах. Нелегально вернулся в Петербург. Предложил свои услуги «Народной воле», но ответа не получил. Решил совершить террористический акт, остановившись на убийстве графа М. Лорис-Меликова. 20 февраля 1880 года пытался на улице застрелить М. Лорис-Меликова, но неудачно. 21 февраля 1880 года Петербургским военно-окружным судом приговорён к смертной казни через повешение.

## Покушение
Исполнительный комитет «Народной Воли», воспользовавшись случаем, возвёл Млодецкого в ранг революционера. Однако, отметил частный характер покушения. Прокламация Исполнительного комитета «Народной Воли» объявляла, что это покушение «единоличное, как по замыслу, так и по исполнению», причем было оговорено: «Млодецкий действительно обращался к ИК с предложением своих сил на какое-нибудь террористическое предприятие, но, не выждав двух-трех дней, совершил своё покушение не только без пособия, но даже без ведома ИК. Это обстоятельство, между прочим, отразилось и на технической стороне предприятия: ИК, без всякого сомнения, изыскал бы более верные средства совершения казни Меликова, если бы над ним состоялся смертный приговор».
"…Сегодня в третьем часу дня Лорис возвращался домой, когда дурно одетый человек, на вид лет 30, поджидавший его на углу Почтамтской и Б. Морской, выскочив из своей засады, выстрелил в него в упор в правый бок. Шинель спасла графа, пуля скользнула по шинели, разорвав её в трех местах, а также и мундир. Но, слава богу, Лорис остался невредим. Преступника тотчас схватили. Оказался еврей перекрещенный, но находящийся под надзором полиции. Лорис, когда почувствовал дуло пистолета, размахнулся на убийцу, что, верно, и спасло его. Граф сказал: «Меня пуля не берет, а этот паршивец думал убить меня…».

## Суд и казнь
На суде Млодецкий причислил себя к народовольцам: «Я социалист, разделяю вполне их убеждения, но знакомых моих и друзей не назову». Поднявшись на эшафот, Млодецкий крикнул в толпу: «Я умираю за вас!».
Вел. князь Константин Константинович, из дневника, 26 февраля: «…Достоевский ходил смотреть казнь Млодецкого, мне это не понравилось, мне было бы отвратительно сделаться свидетелем такого бесчеловечного дела; но он объяснил мне, что его занимало всё, что касается человека, все положения его жизни, радости и муки. Наконец, может быть, ему хотелось повидать, как везут на казнь преступника и мысленно вторично пережить собственные впечатления… Млодецкий озирался по сторонам и казался равнодушным. Федор Михайлович объясняет это тем, что в такую минуту человек старается отогнать мысль о смерти, ему припоминаются большею частью отрадные картины, его переносит в какой-то жизненный сад, полный весны и солнца. И чем ближе к концу, тем неотвязнее и мучительнее становится представление неминуемой смерти. Предстоящая боль, предсмертные страдания не страшны: ужасен переход в другой неизвестный образ…».
Газета «Голос», 23 февраля 1880 года: «…сотни скамеек, табуреток, ящиков, бочек и лестниц образовали своего рода каре вокруг войска… За места платили от 50 к. до 10 руб.; места даже перекупались… Лицо этого человека с рыжеватой бородкой и такими же усами было худо и желто. Оно было искажено. Несколько раз казалось, что его передергивала улыбка… Лицо его было покрыто страшною бледностью и резко выделялось своею одутловатостью из-под чёрной одежды; блестящие глаза его беспокойно блуждали в пространстве. Густые черные брови, нисходившие к носу, придавали ему весьма мрачный и злобный вид, который иногда неприятно смягчался легкой насмешливою и стиснутою улыбкою правой половины некрасиво очерченного рта…»
Газета «Новое время»: «…Млодецкий представляет собою чисто еврейский тип самого невзрачного склада. Некоторые утверждали, что он будто бы улыбался. Мы не могли принять за улыбку болезненно кривившиеся черты. Лицо, перестало искривляться в улыбку, которую перед тем он старался сделать. Он был сам не свой…»
«…Пришел Достоевский. Говорит, что на казни Млодецкого народ глумился и кричал. Большой эффект произвело то, что Млодецкий поцеловал крест. Со всех сторон стали говорить: „Поцеловал! Крест поцеловал!“…».
Александр II: «…Млодецкий повешен в 11 ч. на Семеновском плацу — все в порядке…». Цесаревич Александр: «…Вот это дело и энергично!..».